# Daniel Webber
Daniel Webber, född 28 juni 1988, är en australisk skådespelare.
Webber har bland annat medverkat i TV-serierna Billy the Kid från 2022 och The Punisher från 2017. Han har även medverkat i filmen Furiosa: A Mad Max Saga från 2024.

## Filmografi (i urval)
- 2016 – 11.22.63 (TV-serie)
- 2017 – The Punisher (TV-serie)
- 2019 – The Dirt
- 2020 – Escape from Pretoria
- 2022 – Billy the Kid (TV-serie)
- 2024 – Furiosa: A Mad Max Saga
- 2026 – The Entertainment System is Down